# Jerzy Suszko (chemik)

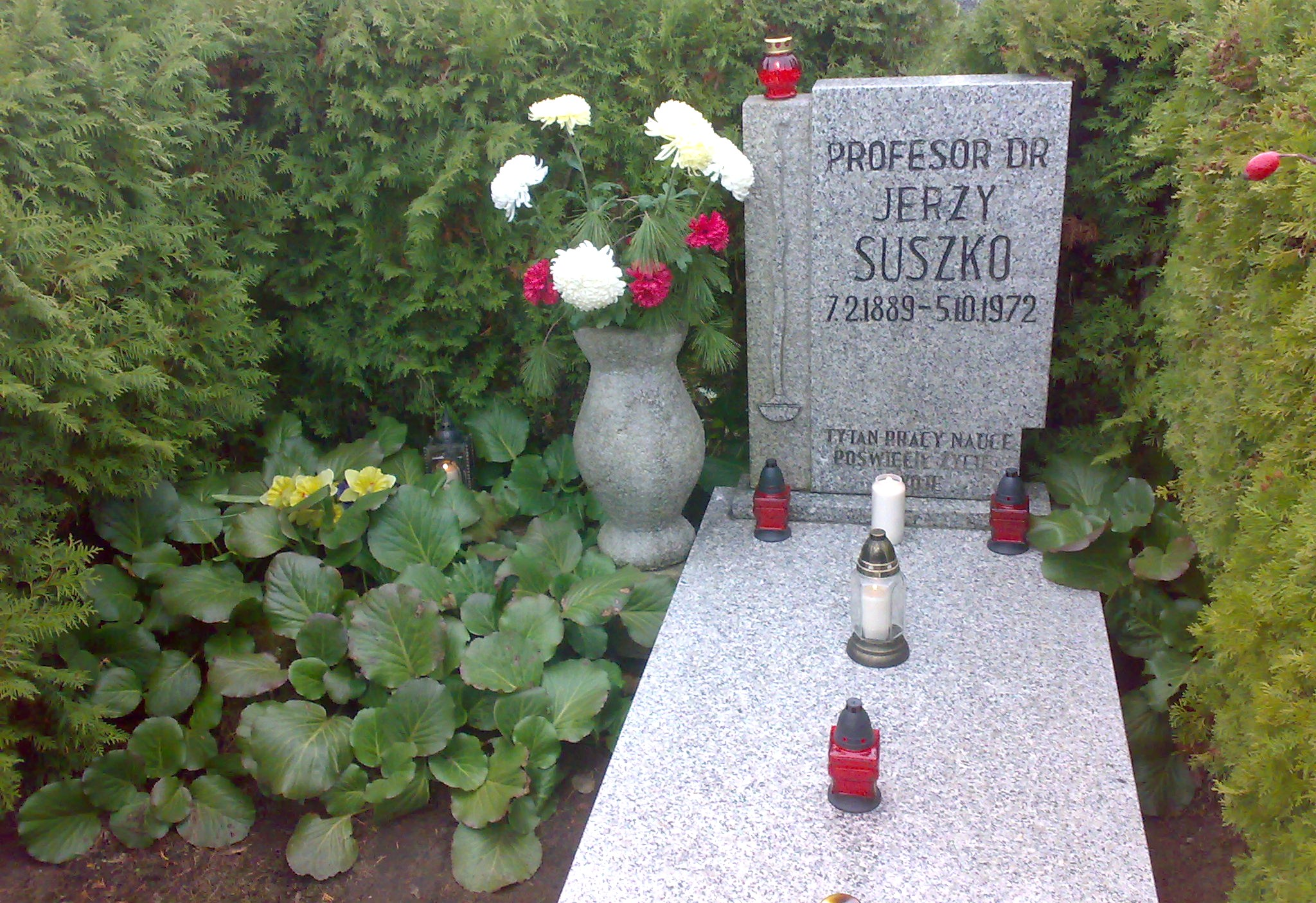
Grób Jerzego Suszki na Cmentarzu Junikowskim w Poznaniu (aleja zasłużonych). Napis głosi: Tytan pracy, nauce poświęcił życie swoje

Jerzy Suszko (ur. 7 lutego 1889 w Piosku, zm. 5 października 1972 w Poznaniu) – polski chemik-organik, profesor, w latach 1952–1956 rektor Uniwersytetu Poznańskiego. Zajmował się między innymi chemią alkaloidów grupy chininy. Ojciec Romana Suszki, logika.

## Życiorys
Urodził się w chłopskiej rodzinie ze Śląska Cieszyńskiego. Ukończył gimnazjum w Cieszynie w 1908 roku. Studia chemiczne i doktorat na Politechnice Praskiej, następnie pracownik Uniwersytetu Jagiellońskiego. Po habilitacji przeniósł się początkowo na Politechnikę Lwowską, a w 1930 na Uniwersytet Poznański. W 1937 roku został profesorem nadzwyczajnym. Członek założyciel Polskiego Towarzystwa Chemicznego (pełnił też funkcję Prezesa PTCh), członek Polskiej Akademii Umiejętności, członek korespondent (od 1952), członek rzeczywisty (od 1958) Polskiej Akademii Nauk. Promotor ok. 40 rozpraw doktorskich. Za jego kadencji rektorskiej Uniwersytet Poznański przyjął obecną nazwę „Uniwersytet im. Adama Mickiewicza” (24.12.1955).
Zasłużony dla odbudowy parafii ewangelicko-augsburskiej w Poznaniu po II wojnie światowej, pełnił też obowiązki prezesa Polskiego Towarzystwa Ewangelickiego.
Zmarł 5 października 1972 w Poznaniu, gdzie został pochowany na Cmentarzu Junikowskim.

## Odznaczenia i wyróżnienia
- Krzyż Oficerski Orderu Odrodzenia Polski (1951)[4]
- Członek honorowy PTCh (1964)
- Doktor honoris causa UAM (1968)
- Medal Jędrzeja Śniadeckiego (1968)

## Upamiętnienie
Imieniem Jerzego Suszki nazwana została jedna z ulic na poznańskim Piątkowie oraz jedna z sal w Collegium Chemicum w Poznaniu.